# Quintette K
Le Quintette K est un ensemble à vent français fondé à Lyon en 2006 par cinq musiciens du Conservatoire national supérieur de musique et de danse de Lyon.

## Membres
- Julie Moulin (flûte)
- Mathilde Lebert (hautbois)
- Bruno Bonansea (clarinette)
- Guillaume Tétu (cor)
- Jean-Paul Maradan (basson)